# Phaneroptera falcata
Phaneroptera falcata är en insektsart som först beskrevs av Nikolaus Poda von Neuhaus 1761.  Phaneroptera falcata ingår i släktet Phaneroptera och familjen vårtbitare. Inga underarter finns listade i Catalogue of Life.

## Bildgalleri

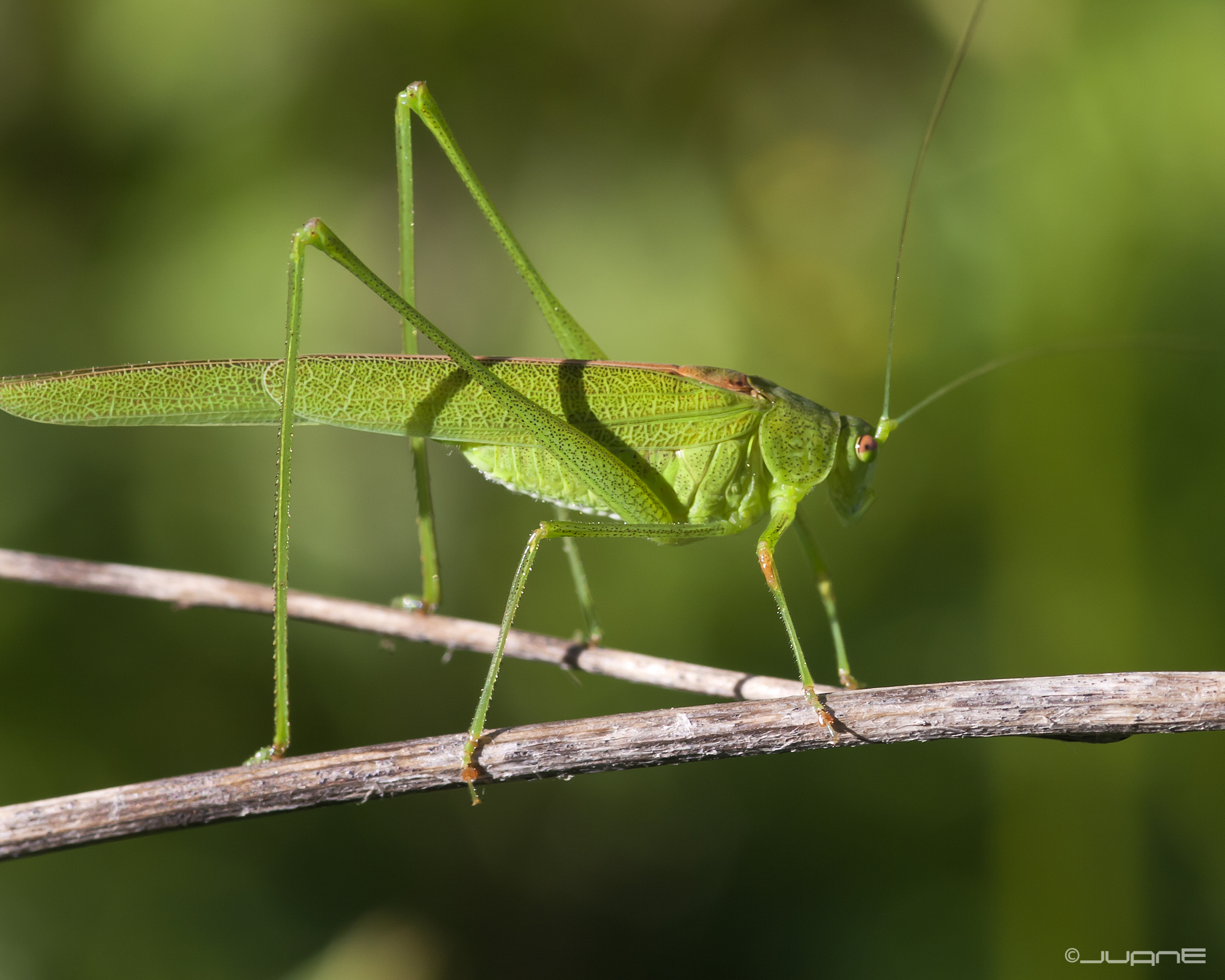
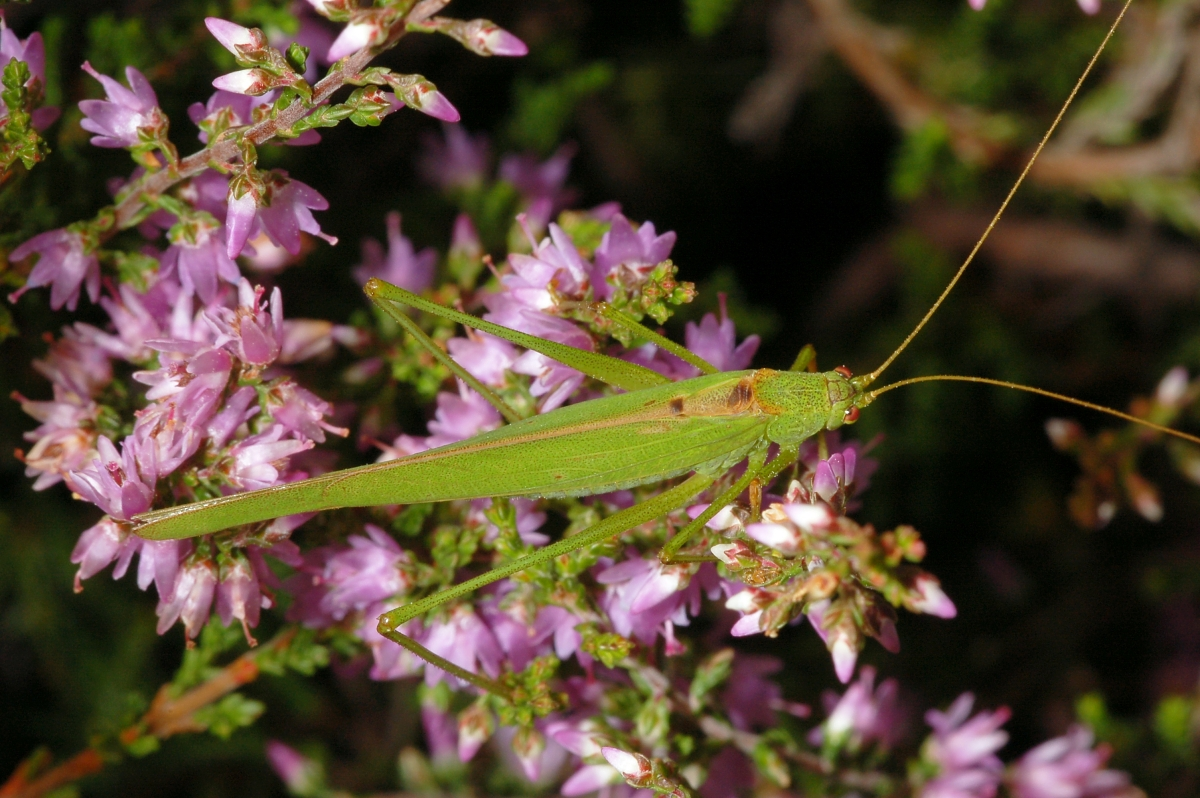
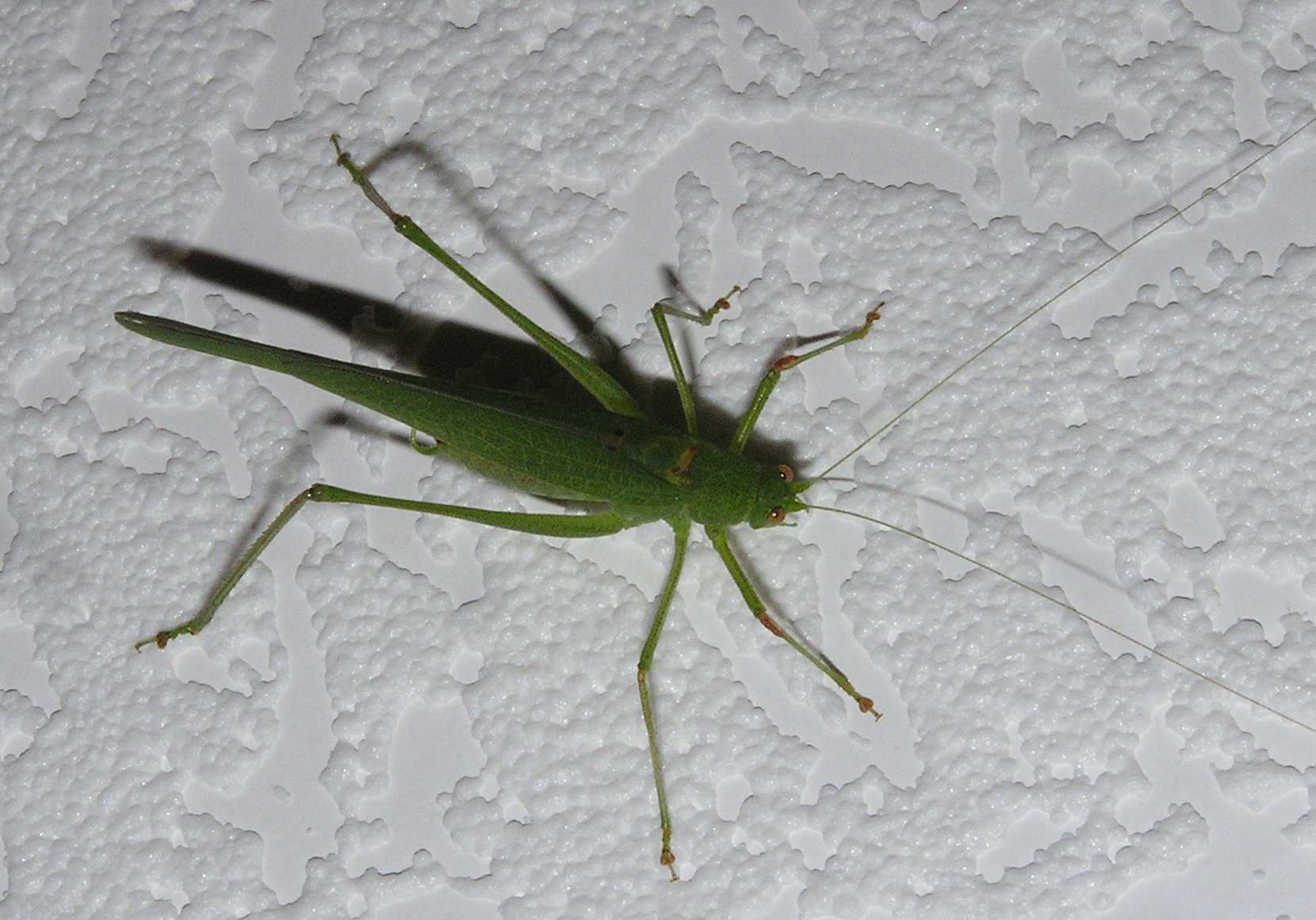
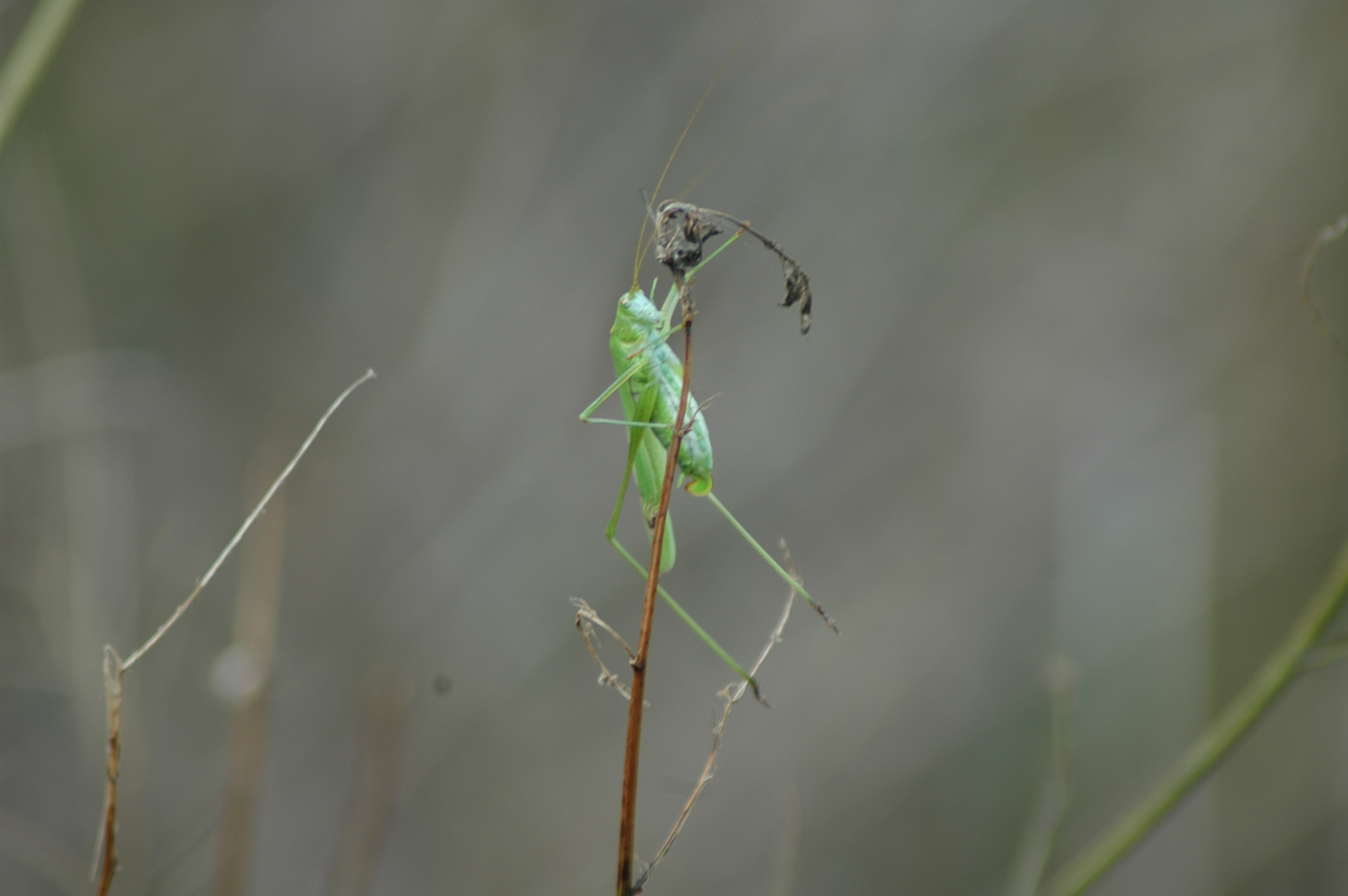
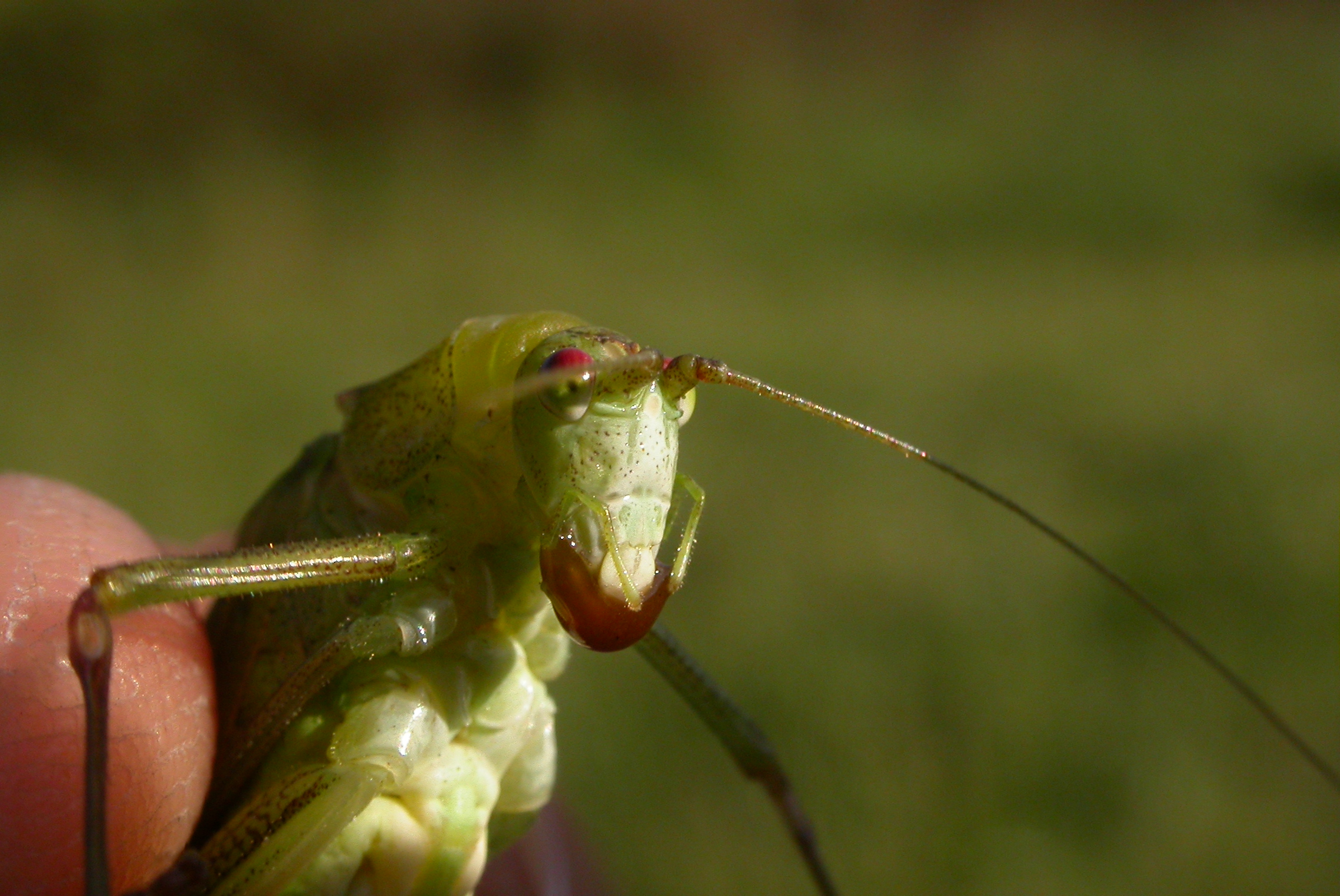